# Autobahnspinne Dresden
Die Autobahnspinne in Dresden-Hellerau war von 1951 bis 1971 eine internationale Motorrad- und Autorennstrecke auf dem Gebiet des Autobahndreiecks Dresden-Nord (A 4/A 13). Der nördliche Teil der „Hellerauer Spinne“ gehört zu Volkersdorf.

## Besonderheit der Streckenführung
Mit drei Spitzkehren war die Streckenführung etwas ungewöhnlich, aber den Gegebenheiten eines Autobahndreiecks angepasst. Andere Rennkurse, wie der Bautzener Autobahnring unter Verwendung der Anschlussstelle Bautzen-West, verfügten über zwei Spitzkehren. Sonst dominierten bei den Rennstrecken die Rundkurse (Rundstrecken). Das hieß aber nicht, dass die Planer von Rennstrecken keine Spitzkehren mehr vorsahen, sondern beim Umbau und Verkürzung des Hockenheimrings im Jahr 2002 wurde wieder eine Spitzkehre eingebaut.
Die niedrige Geschwindigkeit der Fahrzeuge in den Kehren bot dem Zuschauer ein genaueres Bild von den Rennfahrzeugen und Fahrern. Außerdem waren für die Besucher die unterschiedlichen Bremsmanöver der Fahrer vor den Spitzkehren recht aufschlussreich.

## Geschichte
Die Strecke mit einer Länge von 6,443 km wurde erstmals bei den DDR-Meisterschaften 1951 befahren. Bei diesem Rennen siegte Paul Greifzu in einem BMW-Eigenbau. Heinz Melkus konnte auf der Autobahnspinne mehrere Siege erringen. Ab 1957 wurde der Kurs leicht verändert und betrug ab dann 5,3 km. Die Rennen des Jahres 1968 fielen wegen des Einmarsches der Warschauer-Pakt-Staaten in die ČSSR aus. Das letzte Rennen fand 1971 statt.

Originalstrecke 1951–1954
Kurzstrecke 1955
Verkürzte Strecke 1957–1971

## Rennen (Auswahl)
| Rennen                       | Datum              | Klasse             | Sieger             | Modell                   |
| ---------------------------- | ------------------ | ------------------ | ------------------ | ------------------------ |
| I. Autobahnspinne            | 17. Juni 1951      | Formel 2           | Paul Greifzu       | BMW (Eigenbau)           |
| II. Autobahnspinne           | 27. Juli 1952      | Motorrad (250 cm³) | Ewald Kluge        | DKW                      |
| III. Autobahnspinne          | 26. Juli 1953      | Formel 2           | Edgar Barth        | EMW 52/53 – BMW          |
| IV. Autobahnspinne           | 13. Juni 1954      | Formel 2           | Rudolf Krause      | BMW-Greifzu 51/54        |
|                              | 13. Juni 1954      | Formel 3           | Theo Helfrich      | Cooper T31 Norton        |
| V. Autobahnspinne            | 22. Mai 1955       | Formel 3           | Heinz Melkus       | Melkus Post JAP          |
| VI. Autobahnspinne           | 22. September 1957 | Formel 3           | Lex Beels          | Cooper T42 Norton        |
| VII. Autobahnspinne          | 21. September 1958 | Formel 3           | Jos Saveniers      | Cooper T42 Norton        |
| VIII. Autobahnspinne         | 5. Juli 1959       | Formel Junior      | Heinz Melkus       | Melkus 59 Wartburg       |
|                              | 5. Juli 1959       | Formel 3           | Kurt Ahrens jun.   | Cooper T42 Norton        |
| IX. Autobahnspinne           | 18. September 1960 | Formel Junior      | Kurt Ahrens jun.   | Cooper T52 Fiat          |
| X. Autobahnspinne            | 10. September 1961 | Formel Junior      | Kurt Ahrens sen.   | Lotus 20 Ford            |
| XI. Autobahnspinne           | 23. September 1962 | Formel Junior      | Max Byczkowski     | Melkus 62 Wartburg       |
| XII. Autobahnspinne-Rennen   | 22. September 1963 | Formel Junior      | John Peterson      | Brabham BT6 Ford         |
|                              | 29. September 1963 | Motorrad (125 cm³) | Helga Steudel      | MZ RE 125                |
| XIII. Autobahnspinne-Rennen  | 20. September 1964 | Formel 3           | Max Byczkowski     | Melkus 64 Wartburg       |
| XIV. Autobahnspinne-Rennen   | 12. September 1965 | Formel 3           | Christian Pfeiffer | SEG II Wartburg          |
| XV. Autobahnspinne-Rennen    | 18. September 1966 | Formel 3           | Dieter Bohnhorst   | Brabham BT16 Ford        |
| XVI. Autobahnspinne-Rennen   | 10. September 1967 | Formel 3           | Heinz Melkus       | Melkus 64 Wartburg       |
| XVII. Autobahnspinne-Rennen  | 14. September 1969 | Formel 3           | Heinz Melkus       | Melkus 64 Wartburg       |
| XVIII. Autobahnspinne-Rennen | 6. September 1970  | Formel 3           | Freddy Kottulinsky | Lotus-Ford 59            |
| XIX. Autobahnspinne-Rennen   | 4. September 1971  | Formel 3           | Freddy Kottulinsky | Lotus 69 – BMW/Schnitzer |

## Bilder

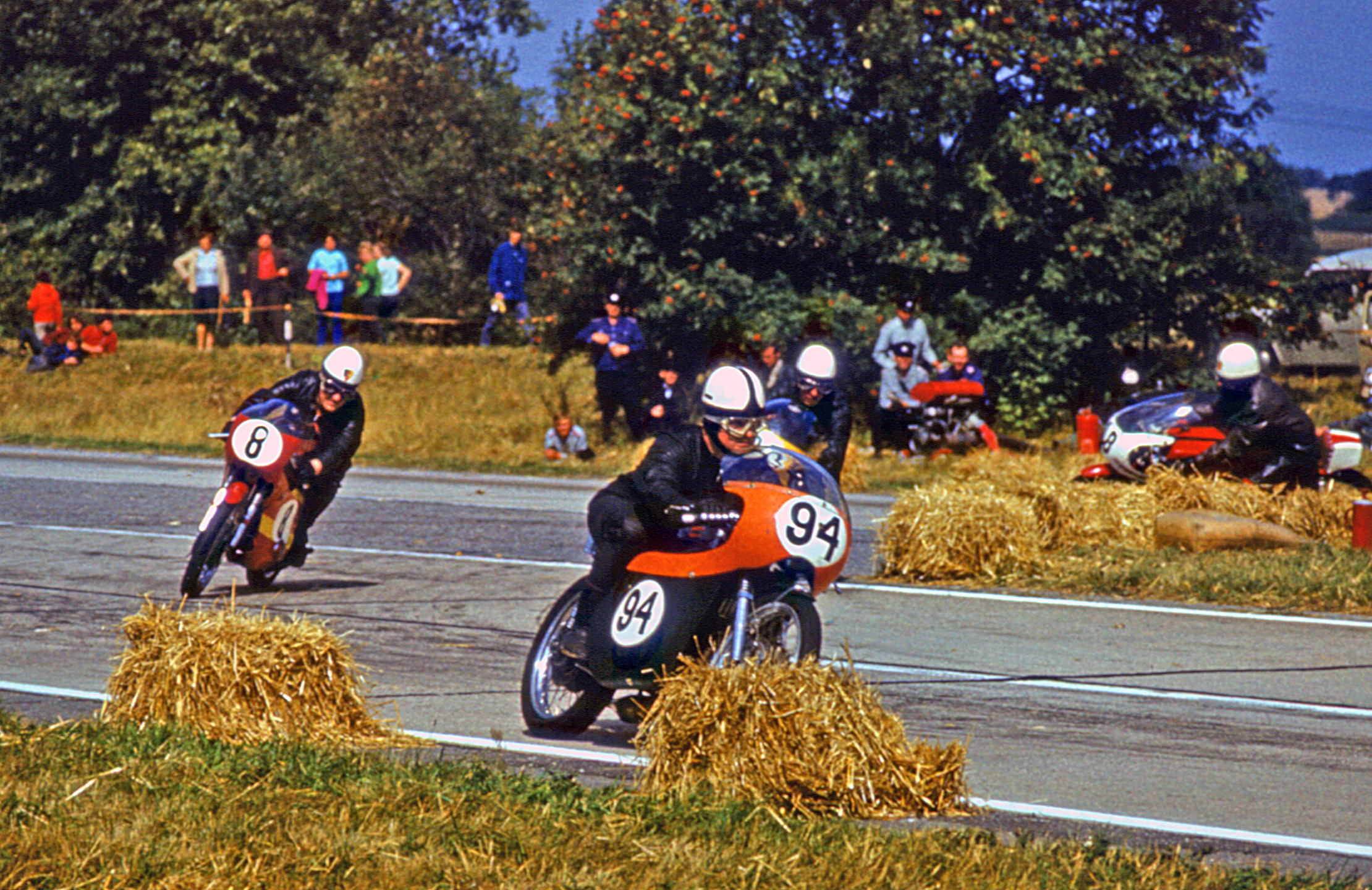
Autobahnspinne Dresden, Motorradrennen September 1971
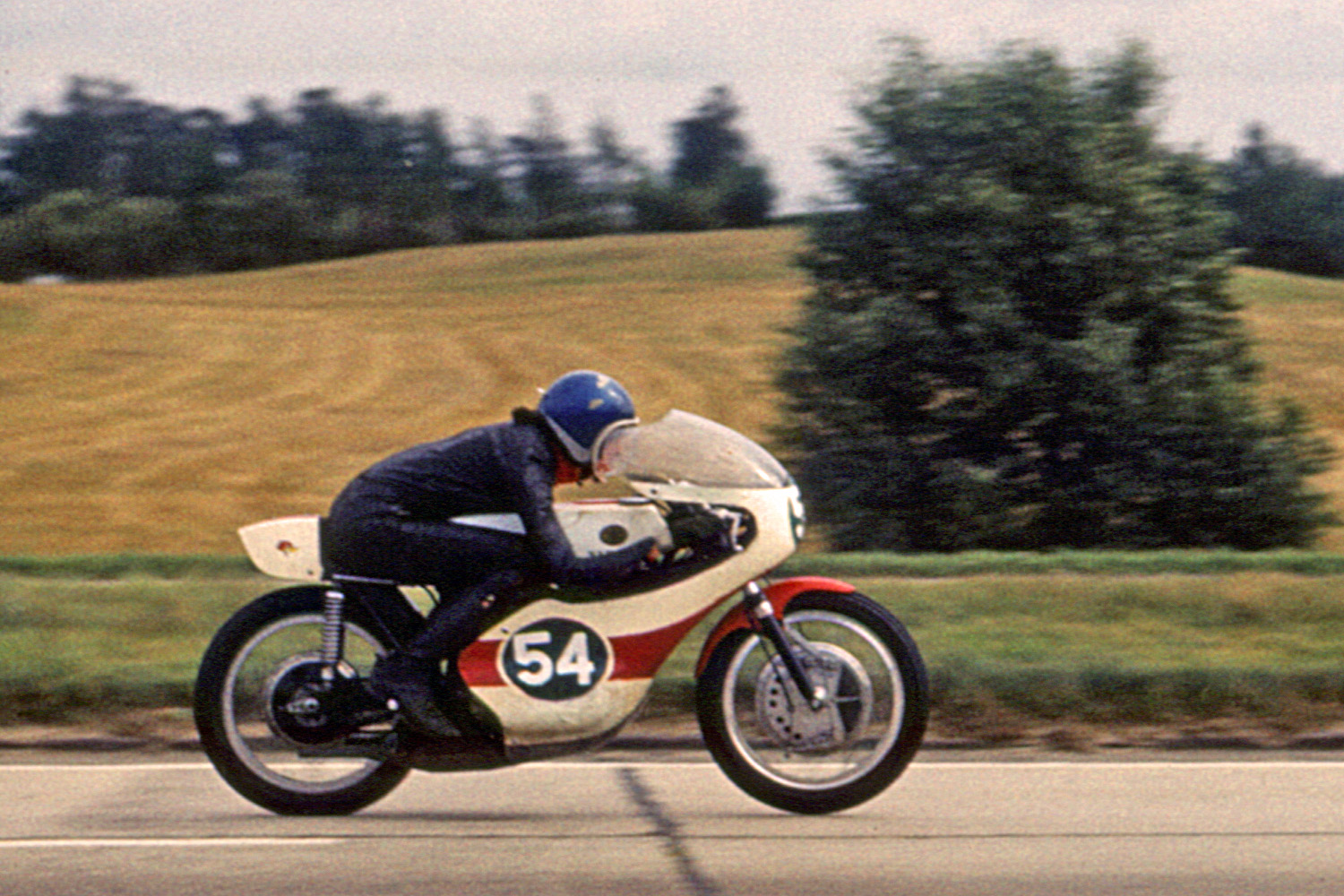
Autobahnspinne Dresden, Motorradrennen September 1970